# Gary Bell
Gary Bell, Jr. (ur. 12 października 1992 w Kent) – amerykański koszykarz, występujący na pozycjach rozgrywającego oraz rzucającego.
Występował w drużynie akademickiej Gonzaga Bulldogs wspólnie z byłym zawodnikiem Jeziora – Przemysławem Karnowskim – notując średnio 8,2 punktu i 2 asysty na mecz jako senior (2014/15). Klub Portland Trail Blazers zapraszał go dwukrotnie na treningi tuż przed draftem.
25 lipca 2016 podpisał umowę z klubem Rosy Radom. 31 stycznia 2017 rozwiązał umowę za porozumieniem stron, po czym dołączył do francuskiego klubu Cholet Basket.
27 września 2017 został zawodnikiem greckiego Arisu Saloniki.

## Osiągnięcia
Stan na 17 kwietnia 2020, na podstawie, o ile nie zaznaczono inaczej.
NCAA
- Obrońca Roku Konferencji West Coast (2015)
- Zaliczony do:
  - I składu:
    - defensywnego WCC (2015)
    - pierwszoroczniaków WCC (2012)

  - II składu WCC (2015)

Drużynowe
- Zdobywca Superpucharu Polski (2016)[9]